# MR.TAXI/Run Devil Run
『MR.TAXI / Run Devil Run』（ミスター・タクシー / ラン・デビル・ラン）は、韓国の女性アイドルグループ少女時代の日本での3枚目のシングル。2011年4月27日にNAYUTAWAVE RECORDSから発売。2011年5月18日には韓国でもライセンス版が発売された。

## 概要
- 「Run Devil Run」は韓国で発表された楽曲の日本語版であるが、「MR.TAXI」は少女時代初の日本オリジナル楽曲である。この曲の韓国語版は韓国3枚目のアルバム『The Boys』に収録された。初動売上は10.0万枚で、少女時代のシングルとしては初めての10万枚越えとなった。

## 収録曲
CD
1. MR.TAXI [3:32]
  - 作詞・作曲・編曲：STY/SCOTT PEARSON MANN/CHARLES M ROYC/PAOLO PRUDENCIO/ALLISON VELTZ
  - 森永乳業 「リプトン」CMソング (「SING! DANCE! Lipton!」篇)
2. Run Devil Run [3:21]
  - 作詞・作曲：Alex James/Michael Busbee/Kalle Engstrom、日本語訳詞：中村彼方、編曲：Alex James/Michael Busbee

DVD
1. Run Devil Run (Music Clip)
2. Run Devil Run (Dance ver.)

## 特典
豪華初回限定盤
- CD+DVD
- 撮り下ろしフォトブック&トレカ

期間限定盤
- CD+DVD
- 撮り下ろしフォトブック

通常盤
- CD